# Dorpsstraat Holysloot 37

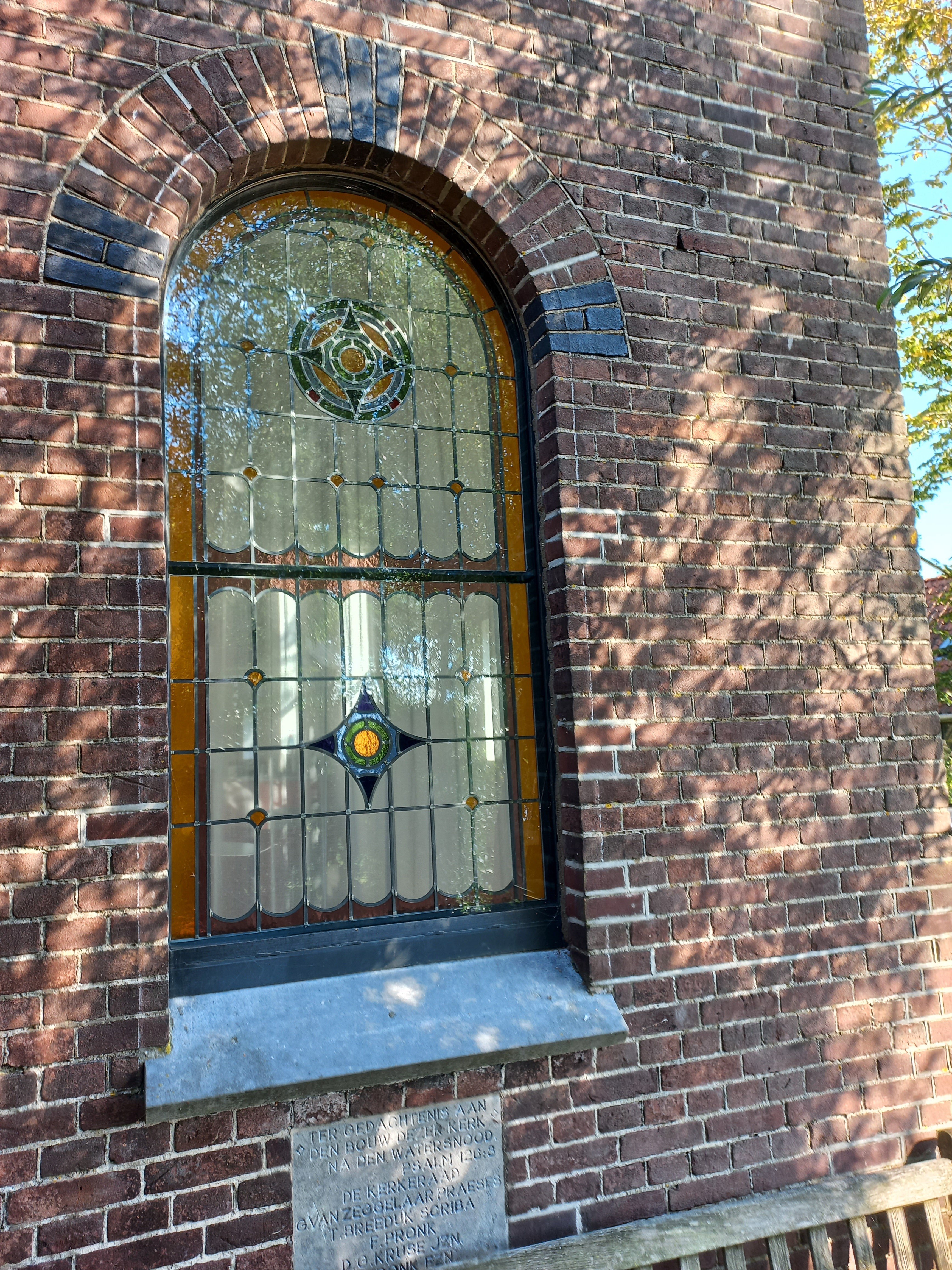
Glas-in-lood en gedenksteen (september 2024)

Dorpsstraat Holysloot 37 is een gebouw in Holysloot, Landelijk Noord, Amsterdam-Noord. De Dorpsstraat kreeg pas in 1957 haar naam; in 1959 kreeg het gebouw haar huidige adres, daarvoor werd het aangeduid met Ransdorp C24.

## Inleiding
De Dorpsstraat Holysloot vormt samen met de Bloemendalergouw de enige infrastructuur binnen het dorp, dat bestuurlijk sinds 1811 viel onder de gemeente Ransdorp, dat zich in 1921 aansloot bij gemeente Amsterdam. Daar waar elders in Amsterdam nieuwe gebieden prompt werden volgebouwd, ligt Holysloot ook na een eeuw opgeslokt te zijn nog midden tussen de weilanden, ten zuiden van de Holysloter Die. Die infrastructuur van het dorp bestaat eigenlijk alleen uit een T-kruising. Aan- en afvoer van het verkeer vindt alleen plaats langs en over de Bloemendalergouw, die zuid-noord loopt en de Dorpsstraat die oost-west loopt.

## Gebouw
De oostelijke tak van die Dorpsstraat kreeg aan het eind van de 19e eeuw enige nieuwbouw, waaronder ook een houten kerkje voor de gereformeerden uit 1890. Dat gebouwtje stond er net meer dan vijfentwintig jaar; het werd bij de stormvloed van 1916 dusdanig beschadigd, dat ze werd afgebroken. De geloofsgemeente ging niet bij de pakken neerzitten, want met kerstmis 1916 kon een nieuw eenvoudig kerkje in gebruik genomen worden. Het ontwerp kwam van P. Slagmolen uit Zaandam  Hij kwam met een bouwwerk met Romaanse invloeden. Die watersnoodramp zorgde er overigens wel voor dat de bestuursgemeente van Ransdorp in 1921 opgenomen werd in de gemeente Amsterdam. Het kerkje heeft een vloeroppervlak van circa 12 bij 7,5 meter; de omliggende percelen waren en zijn veel groter. Het kerkje had geen sanitaire ruimte.
In de gevel is een gedenksteen (september 1916) ten aanzien van de stormvloed geplaatst verwijzend naar Psalm 126:3. De kerk werd gefinancierd door collectes in het land. Rond 2000 werd de kerk buiten bedrijf gesteld en kon er onder DRK Architecten in Amsterdam begonnen worden aan de ombouw tot woonhuis.